# Estats membres de la Unió Europea
Un estat membre de la Unió Europea és un dels vint-i-set estats que s'han sumat a la Unió Europea (UE) des de la seva creació l'any 1958 com a Comunitat Econòmica Europea (CEE). A partir dels sis estats membres originals, hi ha hagut sis ampliacions successives en la qual diversos estats s'han incorporat a la Unió, la més gran va ocórrer l'1 de maig de 2004, moment en el qual deu Estats van passar a formar part de la Unió Europea.
Amb la sortida de la Unió del Regne Unit el gener de 2020, el nombre actual de membres de la UE se situa en vint-i-set. El darrer país en ingressar a la Unió fou Croàcia el juliol de 2013, aleshores la unió arriba als vint-i-vuit estats, que és el nombre màxim d'estats membres que ha tingut mai la UE. No obstant això, s'estan celebrant negociacions amb uns altres diversos estats, un procés que s'anomena Integració europea. Tanmateix, aquest terme s'utilitza també per a referir-se a la intensificació de la cooperació entre els Estats membres de la UE així com a la cessió per part dels governs nacionals de cedir progressivament a una centralització del poder en les institucions europees. Abans que se'ls permeti ingressar en la Unió Europea, un Estat ha de complir les condicions econòmiques i polítiques en general, conegut com el criteris de Copenhaguen: pels quals s'exigeix que per ser candidat els Estats han de gaudir d'un estat laic, un sistema democràtic de govern, i la consegüent independència de les institucions i llibertats del poble, i finalment el respecte de l'estat de dret. En virtut dels termes del Tractat de Maastricht (1992) l'ampliació de la Unió està supeditada a l'acord existent de cada Estat membre així com a l'aprovació per part del Parlament Europeu.

## Estats membres per data d'accés
| Guaiana Francesa Guadeloupe | Martinica Illa de la Reunió Mayotte (2014) |

| Polinèsia Francesa Nova Caledònia Wallis i Futuna | Terres Australs St. Pierre i Miquelon |

| Aruba Curaçao | Sint Maarten Illes BES (provisionalment) |

| Guernsey Jersey Illa de Man Akrotiri i Dekélia Bermudes Illes Turks i Caicos Anguilla Illes Verges Britàniques Illes Caiman | Illa de Montserrat Illes Malvines Illes Pitcairn Santa Helena Territori Britànic de l'Oceà Índic Illes Geòrgia del Sud i Sandwich del Sud |

## Dades dels estats membres
| Bandera | Nom                | Escut              | Codi | Capital     | Data d'adhesió | Població   | Superfície (en km²) | Moneda        | PIB per càpita ($) | Escons |
| ------- | ------------------ | ------------------ | ---- | ----------- | -------------- | ---------- | ------------------- | ------------- | ------------------ | ------ |
|         | Alemanya           | Alemanya           | DE   | Berlín      | 25 març 1957   | 81 305 856 | 357 022             | Euro          | 38 400             | 96     |
|         | Àustria            | Àustria            | AT   | Viena       | 1 gener 1995   | 8 219 743  | 83 871              | Euro          | 42 400             | 19     |
|         | Bèlgica            | Bèlgica            | BE   | Brussel·les | 25 març 1957   | 10 438 353 | 30 528              | Euro          | 38 200             | 22     |
|         | Bulgària           | Bulgària           | BG   | Sofia       | 1 gener 2007   | 7 037 935  | 110 879             | Lev           | 13 800             | 18     |
|         | Croàcia            | Croàcia            | HR   | Zagreb      | 1 juliol 2013  | 4 290 612  | 56 542              | Kuna          | 18 100             | 12     |
|         | Dinamarca          | Dinamarca          | DK   | Copenhaguen | 1 gener 1973   | 5 543 453  | 43 094              | Corona danesa | 37 600             | 13     |
|         | Eslovàquia         | Eslovàquia         | SK   | Bratislava  | 1 maig 2004    | 5 483 088  | 49 035              | Euro          | 23 600             | 13     |
|         | Eslovènia          | Eslovènia          | SI   | Ljubljana   | 1 maig 2004    | 1 996 617  | 20 273              | Euro          | 29 000             | 8      |
|         | Espanya            | Espanya            | ES   | Madrid      | 1 gener 1986   | 47 042 984 | 505 370             | Euro          | 31 000             | 54     |
|         | Estònia            | Estònia            | EE   | Tallin      | 1 maig 2004    | 1 274 709  | 45 228              | Euro          | 20 600             | 6      |
|         | Finlàndia          | Finlàndia          | FI   | Hèlsinki    | 1 gener 1995   | 5 262 930  | 338 145             | Euro          | 36 700             | 13     |
|         | França             | França             | FR   | París       | 25 març 1957   | 65 630 692 | 643 801             | Euro          | 35 600             | 74     |
|         | Grècia             | Grècia             | EL   | Atenes      | 1 gener 1981   | 10 767 827 | 131 957             | Euro          | 26 600             | 22     |
|         | Hongria            | Hongria            | HU   | Budapest    | 1 maig 2004    | 9 958 453  | 93 028              | Fòrint        | 19 800             | 22     |
|         | Irlanda            | Irlanda            | IE   | Dublín      | 1 gener 1973   | 4 722 028  | 70 273              | Euro          | 40 100             | 12     |
|         | Itàlia             | Itàlia             | IT   | Roma        | 25 març 1957   | 61 261 254 | 301 340             | Euro          | 30 900             | 73     |
|         | Letònia            | Letònia            | LV   | Riga        | 1 maig 2004    | 2 191 580  | 64 589              | Euro          | 15 900             | 9      |
|         | Lituània           | Lituània           | LT   | Vílnius     | 1 maig 2004    | 3 525 761  | 65 300              | Euro          | 19 100             | 12     |
|         | Luxemburg          |                    | LU   | Luxemburg   | 25 març 1957   | 509 074    | 2 586               | Euro          | 81 100             | 6      |
|         | República de Malta | República de Malta | MT   | La Valletta | 1 maig 2004    | 409 836    | 316                 | Euro          | 25 800             | 6      |
|         | Països Baixos      | Països Baixos      | NL   | Amsterdam   | 25 març 1957   | 16 730 632 | 41 543              | Euro          | 42 700             | 26     |
|         | Polònia            | Polònia            | PL   | Varsòvia    | 1 maig 2004    | 38 415 284 | 312 685             | Zloty         | 20 600             | 51     |
|         | Portugal           | Portugal           | PT   | Lisboa      | 1 gener 1986   | 10 781 459 | 92 090              | Euro          | 23 700             | 22     |
|         | República Txeca    | República Txeca    | CZ   | Praga       | 1 maig 2004    | 10 177 300 | 78 867              | Corona txeca  | 27 400             | 22     |
|         | Romania            | Romania            | RO   | Bucarest    | 1 gener 2007   | 21 848 504 | 238 391             | Leu romanès   | 12 600             | 33     |
|         | Suècia             | Suècia             | SE   | Estocolm    | 1 gener 1995   | 9 103 788  | 450 295             | Corona sueca  | 40 900             | 20     |
|         | Xipre              |                    | CY   | Nicosia     | 1 maig 2004    | 1 138 071  | 9 251               | Euro          | 29 400             | 6      |